# Отдельная охранная рота
Отдельная охранная рота (хорв. Samostalna satnija osiguranja) — подразделение Хорватских оборонительных сил (ХОС), участвовавшее в войне в Хорватии.

## История

### Образование
После объявления Хорватией независимости в одностороннем порядке и начала так называемой «Революции брёвен», организованной сербской общиной Хорватии, ввода ЮНА с целью защиты сербов хорваты стали срочно организовывать военизированные формирования, чтобы сохранить территориальную целостность страны. Одной из таких организации стали Хорватские оборонительные силы, образованные как боевое крыло Хорватской партии права. Туда шли те, кому была закрыта дорога в Национальную гвардию.
15 июня 1991 в Загребе была образована Отдельная охранная рота ХОС. Она была укомплектована в основном добровольцами из Загреба и его окрестностей, хотя были хорваты из других городов СР Хорватии и представители хорватской диаспоры. Задачами роты были охрана Главного штаба ХОС и обеспечение материально-технического снабжения хорватской армии и военизированных организаций.

### Боевой путь
В 1991 году рота приняла участие в битве за казармы ЮНА и обороне ряда стратегических пунктов на направлении Карловац-Кордун (Меяшко-Село, Барилович, Дуга-Реса, казарма Логориште), обороне местечек Топуско, Греджан и Велике-Врановине при поддержке Национальной гвардии Хорватии. В сентябре в составе сил оперативной зоны «Загреб» ротой была захвачена казарма в Боронгае и заблокирована казарма «Маршал Тито». Во время осады казармы в Боронгае президент Хорватии Франьо Туджман безуспешно пытался отговорить председателя Хорватской партии права Доброслава Парагу отвести войска от казармы.
Помимо этого, рота держала оборону на реке Купе (местечки Покупско, Краварско, Летованич), на восточно-посавском направлении действовала в оперативной зоне «Посавина» и сражалась за Ясеновац, Дренов-Бок и Плесмо. На восточно-славонском направлении в ноябре 1991 года сражалась за Винковцы, Малу-Босну и Церич.

### Роспуск
В конце 1991 года указом Франьо Туджмана были образованы Вооружённые силы Хорватии, что исключало создание паравоенных формирований в стране. 15 января 1992 Отдельная охранная рота ХОС была распущена, а её военнослужащие перешли в хорватскую армию.

## Значение
Отдельная охранная рота за короткий срок своего существования сотрудничала активно со службами безопасности, полицией и гражданскими структурами Хорватии, тем самым внеся вклад в итоговую победу Хорватии в войне против местных сербов.